# 知葉友雄
知葉 友雄（ちば ともお、1905年6月2日 - 1974年4月13日）は、昭和初期の日本の元ラグビー選手。戦後は指導者としても活動した。 

## プロフィール
- 大阪府出身。
- 現役時代のポジションはロック(LO)、フランカー(FL)、バックローセンター(No.8)。
- 日本代表キャップは1。[1]

## 来歴
正則中等学校から明治大学へ進む。相撲部に在籍していたが北島忠治に誘われてラグビー部に入部。木元規矩男（後の九州ラグビー協会会長、RKB毎日放送副社長）とセカンドローを組み、活躍。4年連続で明早戦に出場し、1929年度には主将を務めた。1930年の日本代表カナダ遠征に明治大学ラグビー部初の日本代表として選出され22人のメンバー中で唯一7戦全戦に出場。ブリティッシュコロンビア州代表戦でキャップ1を獲得した。
大学卒業後は、朝鮮総督府鉄道に入社しプレーを継続。1934年主将兼監督に就任。独特のスパルタ指導により神宮大会で1939年～1942年まで優勝する名門チームに育て上げた。
終戦後、朝鮮から引揚した知葉がアメ横でアイスクリーム製造業を初め、現役の明大ラグビー部員を雇ったのは有名な話である。
1949年、日本大学ラグビー部の監督に就任。1955年、関東大学ラグビー対抗戦を制し、同大学に初の関東一をもたらした。
その後、1959年ブリティッシュコロンビア州代表 戦の2試合で、日本代表監督に。